# Pascual Guillén
Pascual Guillén Aznar, seudónimo como autor de Manuel Desco Sanz (Valencia, 1891- Madrid, 1972), fue un libretista, compositor y dramaturgo español.

## Trayectoria profesional
Autor teatral de larga trayectoria, casi siempre en colaboración con Antonio Quintero. Usaba como seudónimo Pascual Guillén o Pascual Guillén Aznar; su creación se compone de piezas dramáticas y de comedias, así como de libretos de obras líricas entre las que hay comedias, estampas, fantasías, entremeses, humoradas, sainetes, tonadillas y zarzuelas. Su trayectoria se extiende entre 1922, Camino del destierro, y 1948, Curro Lucena. Es autor además de la letra de numerosas canciones y radionovelas.

## Obras
- Camino del destierro (1922)
- La castiza (1923)
- La copla de la Dolores (con Juan Bautista Pont) (1924)
- Rosa y clavel (con Antonio Calero) (1925)
- El ingenio de Jerónimo o Un guasón de tomo y lomo (1925)
- El príncipe sin par (con Manuel Carballeda) (1926)
- Su majestad el amor (1927)
- Veinte mil leguas de viaje submarino (con Manuel Carballeda) (1927)
- La copla andaluza (1928)
- El alma de la copla (con Antonio Quintero, Josefa Alonso y Carmen Morte) (1929)
- Carita de emperaora (con Antonio Quintero, Joaquín Álvarez Quintero y M. Sanz López) (1932)
- El espanto de Triana (con Cayo Vela) (1933)
- Azabache (con Antonio Quintero) (1933)
- Boda gitana (1942)
- Carmen, la Sevillana (1943)
- Colorado el 32 (1945)
- Paquiro (1947)
- Curro Lucena (1948)